# Chlorophthalmus albatrossis
Chlorophthalmus albatrossis är en fiskart som beskrevs av Jordan och Starks, 1904. Chlorophthalmus albatrossis ingår i släktet Chlorophthalmus och familjen Chlorophthalmidae. Inga underarter finns listade i Catalogue of Life.